# Deccanodon
Deccanodon — вимерлий рід дроматерієвих цинодонтів, який існував в Індії в пізньому тріасі. Типовим видом є D. maleriensis, названий у 2007 році. Деканодон був одним із перших тріасових цинодонтів, названих з Індії, і був знайдений у формації Малері в районі Аділабад.